# Psilocaulon
Genre
Classification phylogénétique
Psilocaulon N.E.Br. est un genre de plante de la famille des Aizoaceae.
Psilocaulon N.E.Br., in Gard. Chron., ser. 3, 78: 433 (1925), in clave ; N.E.Br.,  in  Burtt Davy, Pl. Transvaal 1: 49, 156-157 (1926) [descr. ampl.]
Type : Psilocaulon articulatum (Thunb.) N.E.Br. (Mesembryanthemum articulatum Thunb.) ; Lectotypus [N.E.Br. in Phillips, Gen. S. African Fl. Pl.: 248 (1926)]

## Liste des espèces
- Psilocaulon absimile N.E.Br.
- Psilocaulon acutisepalum N.E.Br.
- Psilocaulon album L.Bolus
- Psilocaulon annuum L.Bolus
- Psilocaulon arenosum Dinter & Schwantes
- Psilocaulon articulatum N.E.Br.
- Psilocaulon asperulum N.E.Br.
- Psilocaulon baylissii L.Bolus
- Psilocaulon bicorne Schwantes
- Psilocaulon bijliae N.E.Br.
- Psilocaulon bryantii L.Bolus
- Psilocaulon caducum (Aiton) N.E.Br.
- Psilocaulon calvinianum L.Bolus
- Psilocaulon candidum L.Bolus
- Psilocaulon ciliatum (Aiton) Friedrich
- Psilocaulon clavulatum N.E.Br.
- Psilocaulon corallinum Schwantes
- Psilocaulon coriarium N.E.Br.
- Psilocaulon dejagerae L.Bolus
- Psilocaulon delosepalum L.Bolus
- Psilocaulon densum N.E.Br.
- Psilocaulon dimorphum N.E.Br.
- Psilocaulon dinteri Schwantes
- Psilocaulon distinctum N.E.Br.
- Psilocaulon diversipapillosum N.E.Br.
- Psilocaulon duthieae L.Bolus
- Psilocaulon fasciculatum N.E.Br.
- Psilocaulon filipetalum L.Bolus
- Psilocaulon fimbriatum L.Bolus
- Psilocaulon foliosum L.Bolus
- Psilocaulon framesii L.Bolus
- Psilocaulon gessertianum Dinter & Schwantes
- Psilocaulon glareosum Dinter & Schwantes
- Psilocaulon godmaniae L.Bolus
- Psilocaulon granulicaule Schwantes
- Psilocaulon gymnocladum Dinter & Schwantes
- Psilocaulon herrei L.Bolus
- Psilocaulon hirtellum L.Bolus
- Psilocaulon imitans L.Bolus
- Psilocaulon implexum N.E.Br.
- Psilocaulon inachabense L.Bolus
- Psilocaulon inconspicuum L.Bolus
- Psilocaulon inconstrictum L.Bolus
- Psilocaulon junceum Schwantes
- Psilocaulon kuntzei Dinter & Schwantes
- Psilocaulon laxiflorum L.Bolus
- Psilocaulon leightoniae L.Bolus
- Psilocaulon leptarthron N.E.Br.
- Psilocaulon levynsiae N.E.Br.
- Psilocaulon lewisiae L.Bolus
- Psilocaulon liebenbergii L.Bolus
- Psilocaulon lindequistii Schwantes
- Psilocaulon littlewoodii L.Bolus
- Psilocaulon longipes L.Bolus
- Psilocaulon luteum L.Bolus
- Psilocaulon marlothii (Pax) Friedrich
- Psilocaulon melanospermum N.E.Br.
- Psilocaulon mentiens N.E.Br.
- Psilocaulon micranthum L.Bolus
- Psilocaulon mucronulatum N.E.Br.
- Psilocaulon namaquense (Sond.) Schwantes & L.Bolus
- Psilocaulon namaquense Schwantes
- Psilocaulon namibense (Marloth) Friedrich
- Psilocaulon oculatum L.Bolus
- Psilocaulon otzenianum L.Bolus
- Psilocaulon pageae L.Bolus
- Psilocaulon parviflorum Schwantes
- Psilocaulon pauciflorum (Sond.) Schwantes
- Psilocaulon pauper L.Bolus
- Psilocaulon peersii L.Bolus
- Psilocaulon pfeilii Schwantes
- Psilocaulon pillansii (L.Bolus) Friedrich
- Psilocaulon planisepalum L.Bolus
- Psilocaulon planum L.Bolus
- Psilocaulon pomeridianum L.Bolus
- Psilocaulon puberulum Dinter
- Psilocaulon pubescens N.E.Br.
- Psilocaulon rapaceum Schwantes
- Psilocaulon rogersiae L.Bolus
- Psilocaulon roseoalbum L.Bolus
- Psilocaulon salicornioides (Pax) Schwantes
- Psilocaulon schlichtianum Schwantes
- Psilocaulon semilunatum L.Bolus
- Psilocaulon simile Schwantes
- Psilocaulon simulans L.Bolus
- Psilocaulon squamifolium N.E.Br.
- Psilocaulon stayneri L.Bolus
- Psilocaulon stenopetalum L.Bolus
- Psilocaulon subintegrum L.Bolus
- Psilocaulon subnodosum N.E.Br.
- Psilocaulon tenue (Haw.) Schwantes
- Psilocaulon trothai Schwantes
- Psilocaulon uncinatum L.Bolus
- Psilocaulon utile L.Bolus
- Psilocaulon variabile L.Bolus
- Psilocaulon woodii L.Bolus